# Progress MS-19
Progress MS-19 (rusky: Прогресс МC-19, identifikace NASA: Progress 80P) byla ruská nákladní kosmická loď řady Progress postavená společnosti RKK Energija a provozovaná agenturou Roskosmos za účelem zásobování Mezinárodní vesmírné stanice (ISS). Celkově 172. let lodi Progress začal 15. února 2022 a skončil po necelých 251 dnech, 24. října 2022.

## Loď Progress MS

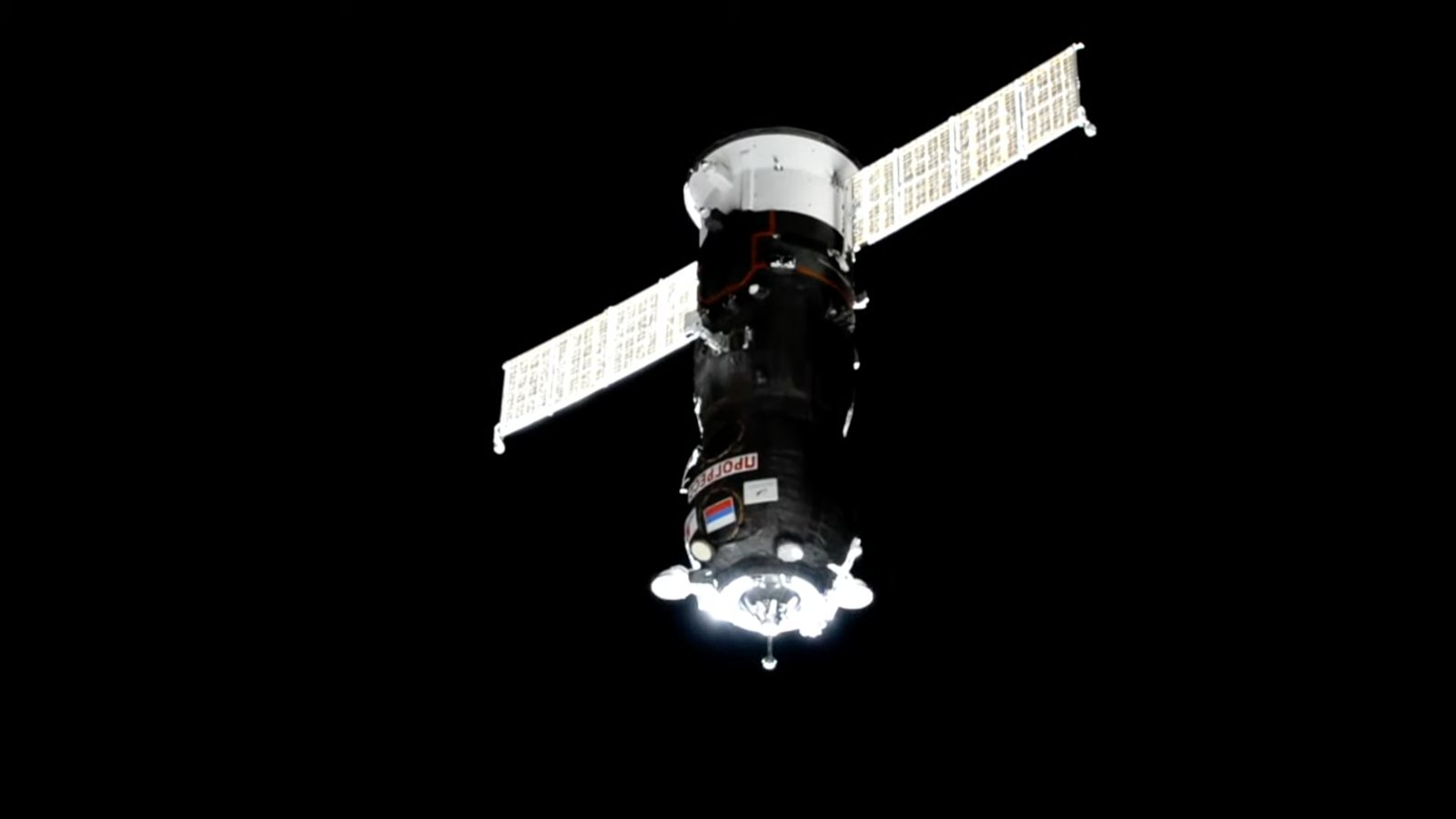
MS-19 při přibližování k modulu Poisk.

Progress MS je celkem pátá varianta automatické nákladní kosmické lodi Progress používané od roku 1978 k zásobování sovětských a ruských vesmírných stanic Saljut a Mir a od roku 2000 také Mezinárodní vesmírné stanice (ISS). První let této varianty s označením Progress MS-01 odstartoval 21. prosince 2015.
Celková délka lodi dosahuje 7,2 metru, maximální průměr 2,72 metru, rozpěti dvou solárních panelů 10,6 metru. Startovní hmotnost je až 7 300 kg, z toho užitečné zatížení může dosáhnout až 2 600 kg.
Varianta MS zachovává základní koncepci vytvořenou už pro první Progressy. Skládá se ze tří sekcí – nákladní (pro suchý náklad a vodu), pro tankovací komponenty (na kapalná paliva a plyny) a přístrojové. Varianta je oproti předchozí verzi M-M doplněna o záložní systém elektromotorů pro dokovací a těsnicí mechanismus, vylepšenou ochranu proti mikrometeoroidům a zásadně modernizované spojovací, telemetrické a navigační systémy včetně využití satelitního navigačního systému Glonnas a nového – digitálního – přibližovacího systému Kurs NA. Od lodi MS-03 pak Progressy obsahují také nový vnější oddíl, který umožňuje umístění čtyř vypouštěcích kontejnerů pro celkem až 24 CubeSatů.

## Průběh mise
Progress MS-19 s výrobním číslem 449 odstartoval 15. února 2022 v 04:25:40 UTC na raketě Sojuz 2.1a z kosmodromu Bajkonur. K hornímu portu modulu Poisk se připojila 17. února v 07:03:20 s tím, že podle zveřejněných plánů měl její let trvat 370 dní, do 20. února 2023. Později však byl program změněn a odlet lodi od ISS se uskutečnil po 249 dnech, 23. října 2022 v 22:45:34 UTC. Brzdicí manévr byl zahájen zážehem motoru 24. října 2022 v 01:51 UTC a loď vstoupila do atmosféry a zanikla zhruba 02:25 UTC.

## Náklad
Kosmická loď Progress MS-19 přivezla na ISS kolem 2 523 kg nákladu, který tvořilo 431 kg pohonných hmot, 420 litrů vody v nádržích systému Rodnik, 40 kg stlačeného dusíku v lahvích a asi 1 632 kg různých zásob a materiálu, včetně palubních zařízení pro ruský segment ISS, kabelových svazků pro dovybavení víceúčelového laboratorního modulu Nauka, lékařského kontrolního a hygienického vybavení, materiálu pro vědecké výzkumy, oblečení a standardních dávek potravin pro posádku (celková hmotnost dovezených potravin byla 470 kg).
Jeden z experimentů dovezených na ISS spočíval v testování speciálního polymerního kompozitu vytvořeného Bělgorodskou státní technologickou universitou V .G. – va ve spolupráci se Střediskem přípravy kosmonautů J. A. Gagarina. Po dokončení jedenapůlročních testů budou výsledky vráceny na Zemi a vyhodnoceny z hlediska možného použití nového materiálu při výrobě ochranných clon kosmických lodí a protiradiačních prvků v oblecích kosmonautů.